# Emiel Verrees
Joannes Baptista Emilius (Emiel) Verrees (Turnhout, 22 mei 1857 – Turnhout, 29 mei 1929) was een Belgisch muziekpedagoog, organist en in mindere mate componist.
Hij was zoon van Elisabetha Jansen en brouwer Augustinus Joannes Baptista Verrees. Hijzelf trouwde met Carolus Joanna Maria Verhoeven. Zonen Auguste Verrees, Leon Verrees en Emiel Constant Verrees werden musicus, Paul Verrees werd beeldend kunstenaar en Aloïs Verrees werd pianofabrikant.
Emile Verrees kreeg beginnende opleiding aan het Sint-Jozefcollege Turnhout met piano- en orgellessen van Martin Robson. Daarna volgde een opleiding aan het Lemmensinstituut in Mechelen; hij had vanwege de ziekte van Jacques-Nicolas Lemmens ook wel muzieklessen bij hem thuis. Hij was tevens monitor aan genoemd instituut. Op latere leeftijd begon hij nog aan een studie aan het Antwerps conservatorium met docenten Jan Blockx in harmonieleer en Jozef Tilborghs in contrapunt en fuga. Vanaf die tijd (1882) was hij directeur van de Stedelijke Muziekschool Turnhout; hij maakte er de omvorming mee van school voor alleen jongens naar een gemengde opleiding. Hij zou er jarenlang leiding geven, totdat zijn zoon Emiel Constant hem opvolgde.
Hij werd als uitvoerend musicus organist en kapelmeester van de Sint-Pieterskerk in Turnhout. Hij was jarenlang betrokken bij Instituut Heilig Graf en gaf 47 jaar lang muziekles aan het college waar hij zelf zijn eerste opleiding had verkregen.  
Hij schreef werken binnen allerlei genres, waaronder liederen, cantates etc. onder meer voor Amicitia. Ze behoren inclusief werken voor fanfare en symfonieorkest tot het vergeten repertoire.   
Turnhout vernoemde een straat naar hem (Emiel Verreesstraat).